# Bookcrossing
Pour les articles homonymes, voir BC et BX.

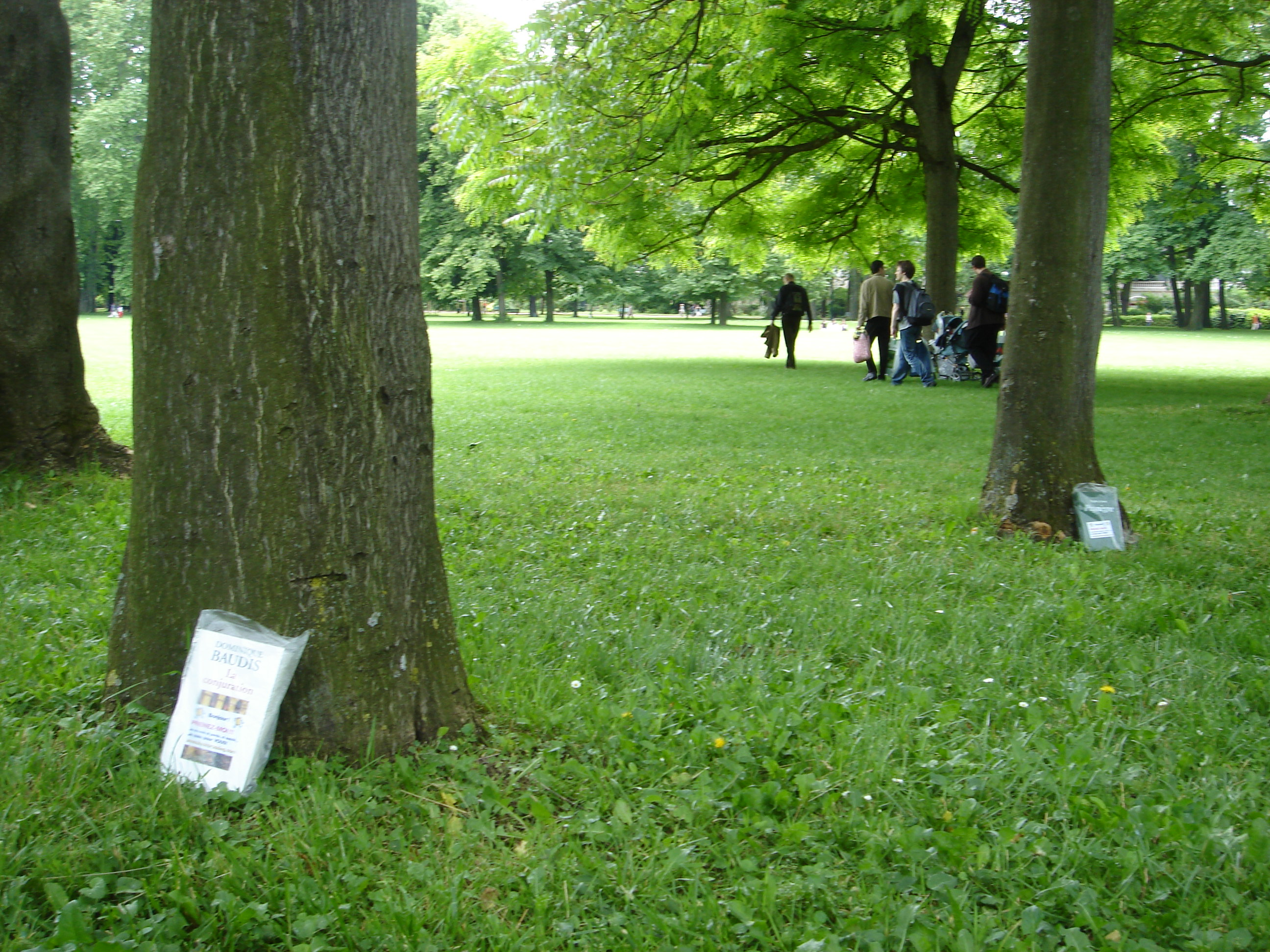
Exemple de « libération » de livres (lors du MégaBookCrossing de Lyon en 2006).

Le bookcrossing (BC ou BX), « livre voyageur », « libérez un livre » ou « passe-livre » est une activité dont le principe est de faire circuler des livres en les « libérant » dans la nature pour qu'ils puissent être retrouvés et lus par d'autres personnes, qui les relâcheront à leur tour.
On peut suivre un livre ainsi « libéré » en l'inscrivant sur le site Bookcrossing.com, ce qui permet de suivre son parcours, que ce soit à l'intérieur d'un pays ou de pays en pays. Il obtient en effet un numéro identifiant unique (BCID pour BookCrossing Identifier) qui permet de garder trace du voyage du livre.
Le fonctionnement de bookcrossing peut s'apparenter à Where's George?, à Eurobilltracker, à Where's Willy? (en), au géocaching, aux cistes ou au postcrossing pour les cartes postales.

## Historique
Ron Hornbaker a eu l'idée de créer BookCrossing en mars 2001. Le site internet a vu le jour 4 semaines plus tard, le 17 avril 2001. Il s'est développé et comptait plus de 470 000 membres et plus de 3 100 000 livres inscrits en juin 2006.

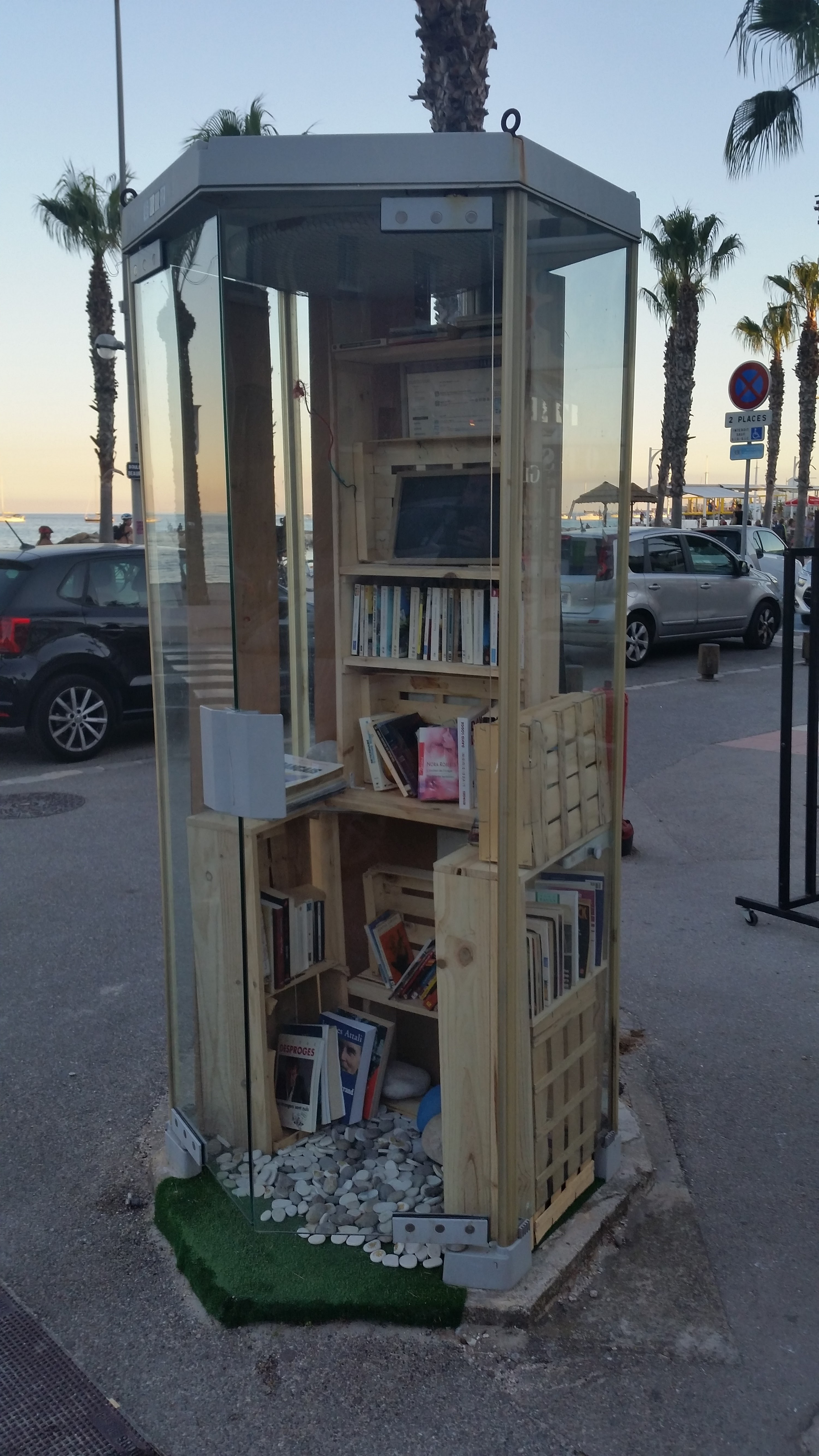
Reconversion d'une cabine téléphonique à La Ciotat

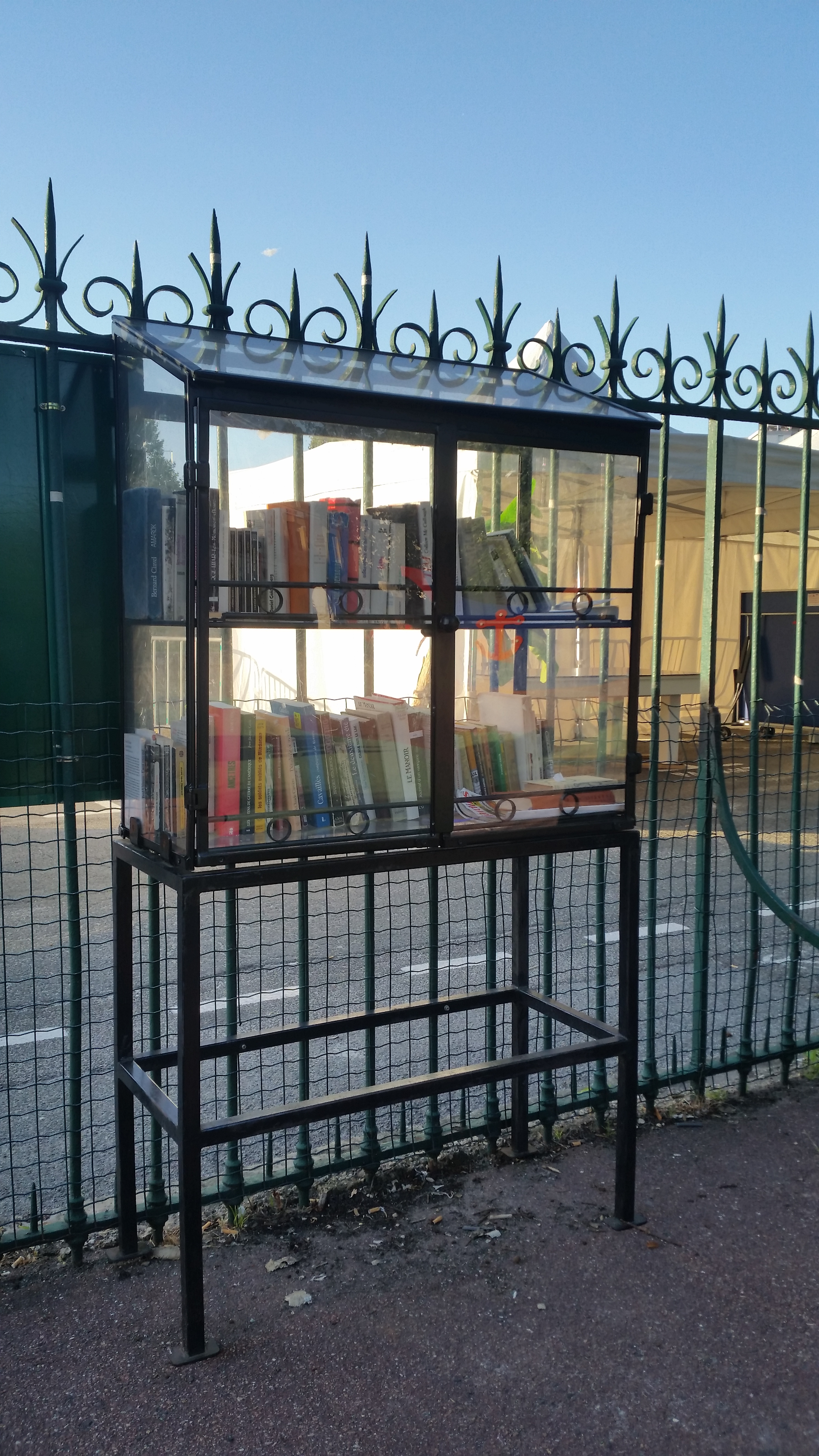
Dépose de livres à Lagny-sur-Marne (77) en France

En France le bookcrossing s'est développé en 2003 grâce à de nombreux articles dans la presse. Un premier MegaBookCrossing a eu lieu le 26 octobre 2003 où se sont retrouvés les bookcrosseurs de France entière. 
En novembre 2006 on comptait plus de 11 000 bookcrosseurs en France et environ un millier de livres libérés par mois. Le concept se développe depuis 2024 également sous le terme non anglophone "livres en vadrouille"avec de nouveaux acteurs francophones.

## Principe
Après avoir enregistré le livre sur internet et avoir collé une étiquette avec le numéro BCID et quelques explications sur le Bookcrossing, le libérateur peut suivre le voyage de son livre et voir ce que ses autres lecteurs en ont pensé, si les personnes qui le trouvent signalent leur découverte sur le site.

## Pour aller plus loin avec le BookCrossing
Les « Bookrays » et les « Bookrings » sont des formes un peu différentes du BookCrossing originel : une personne propose de faire circuler un livre entre des lecteurs qui s'inscrivent pour cela sur une liste. Chaque personne fait suivre le livre à la suivante après l'avoir lu. Le livre est suivi sur le site bookcrossing.com de la même façon que pour le BookCrossing ordinaire. La différence entre un Bookray et un Bookring est que dans le premier cas, le livre ne revient a priori jamais à son propriétaire original.
Les « Bookboxes » fonctionnent de la même manière. Il s'agit d'une boîte contenant un ensemble de livres. Chaque participant, lorsqu'il reçoit la BookBox, peut remplacer des livres du lot par le même nombre de livres. Généralement les BookBoxes sont thématiques.

## Rencontres autour du BookCrossing
Le bookcrossing est déclencheur de rencontres. Régulièrement des groupes locaux se rencontrent au cours d'ABC (Assembly of BookCrossers) le plus souvent mensuelles. Le terme "Meet-Up" anciennement employé pour ces réunions a été réservé depuis par le site Meetup.com qui fut longtemps l'organisateur de ces rendez-vous. 
En France et dans quelques pays limitrophes sont organisés des MBC ou MégaBookCrossing. Le principe est simple, pendant deux heures, des participants venus de tous les pays libèrent leurs livres dans un parc. C'est l'occasion de nombreux échanges, de visites, de jeux de piste en lien avec la littérature.
Il existe aussi des conventions autour du bookcrossing.

## Les Arbres aux livres et les Journées Internationales du livre voyageur
Dans un esprit un peu analogue existent en France des « Arbres aux livres ». 
Par exemple, s'inspirant d'une réalisation installée à Nancy, il a été inauguré en juin 2015 un Arbre aux livres place des Chênes du quartier Liberté de Suresnes dans les Hauts-de-Seine : son principe est simple :  « Prenez, lisez, emportez, déposez des livres quand vous voulez, comme vous voulez ». L'implantation d'un Arbre aux livres vise également à favoriser les rencontres et les échanges entre les habitants du quartier autour d'une activité ludique qu'est la lecture, voire de la faire découvrir.
Chaque année, depuis 2012, ont également lieu, en France, les Journées Internationales du Livre Voyageur. Initiées par le directeur du salon du livre jeunesse de Villeurbanne, Gérard Picot, elles sont, depuis 2017, relayées à partir de Paris par l'écrivain et blogueur Pierre Martial, de Livres Partout! L'édition des 21 et 22 mars 2017 a rassemblé plusieurs milliers de participants.